# 야나기 미키
야나기 미키(일본어: 柳 美稀 やなぎ みき[*], 1997년 8월 24일 ~ )는 일본의 모델 겸 배우이다.

## 출연작

### TV 드라마
- 2016년 ~ 2017년 동물전대 주오저 - 세라 / 쥬오우샤크 역

## 영화
- 극장판 카케구루이2: 절체절명의 러시안 룰렛 - 이키시마 미다리 역
- 수리검전대 닌닌저 VS 토큐저 THE MOVIE 닌자 인 원더랜드 - 세라 / 쥬오우샤크 역
- 동물전대 쥬오우저 슈퍼 동물 대전 - 세라 / 쥬오우샤크 역
- 극장판 동물전대 쥬오우저 두근두근 서커스 패닉 - 세라 / 쥬오우샤크 역
- 동물전대 쥬오우저 VS 닌닌저 미래에서의 메시지 from 슈퍼전대 - 세라 / 쥬오우샤크 역
- 돌아온 동물전대 쥬오우저 목숨접수! 지구왕자결정전 - 세라 / 쥬오우샤크 역